# تشارلز فيليرز ستانفورد

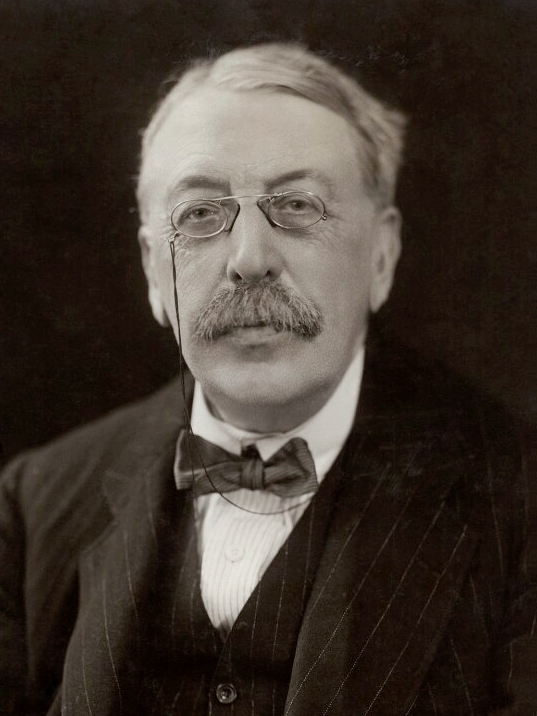
تشارلز فيليرز ستانفورد عام 1921

السير تشارلز فيليرز ستانفورد (30 سبتمبر 1852 - 29 مارس 1924) كان ملحنًا إيرلنديًا ومعلم موسيقى وقائدًا في أواخر العصر الرومانسي. وُلِد ستانفورد في مدينة دبلن لعائلة ثرية وموسيقية، وتلقى تعليمه في جامعة كامبريدج قبل أن يدرس الموسيقى في لايبزيغ وبرلين. كان له دور فعال في رفع مكانة الجمعية الموسيقية بجامعة كامبريدج، وجذب النجوم العالميين للغناء معها.
عندما كان طالبًا بالجامعة، تم تعيين ستانفورد كعضو في كلية ترينيتي ، كامبريدج. في عام 1882 كان أحد الأساتذة المؤسسين للكلية الملكية للموسيقى، حيث قام بتدريس التأليف لبقية حياته. من عام 1887 كان أستاذًا للموسيقى في كامبريدج. كان ستانفورد متشككًا في الحداثة، وأسس تعليماته بشكل أساسي على المبادئ الكلاسيكية كما يتجلى في موسيقى برامز. كان من بين تلاميذه ملحنون صاعدون تجاوزت شهرتهم شهرته مثل جوستاف هولست ورالف فوغان ويليامز. شغل ستانفورد مناصب في جوقة باخ ومهرجان ليدز الموسيقي الذي ينظم كل ثلاث سنوات.

## حياة

### السنوات المبكرة

اب و ام ستانفورد ، جون وماري ستانفورد

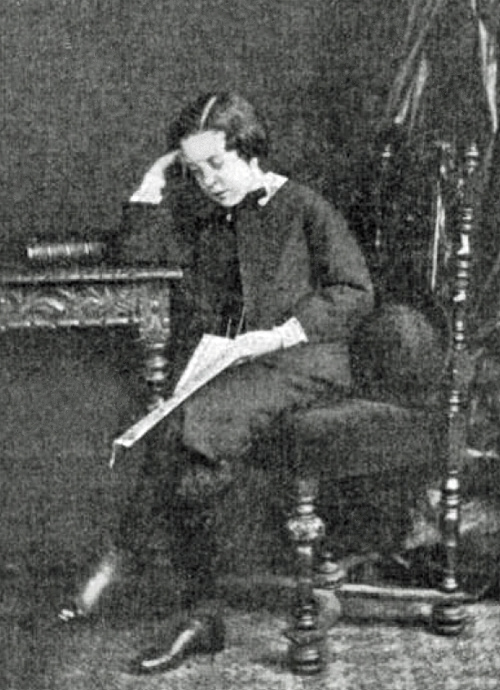
ستانفورد في 12 عامًا

ولد ستانفورد في دبلن، وهو الابن الوحيد لجون جيمس ستانفورد وزوجته الثانية ماري، ني هين. كان جون ستانفورد محاميًا بارزًا في دبلن، ومحققًا في محكمة شانسري في أيرلندا وكاتب التاج في مقاطعة ميث. كانت زوجته هي الابنة الثالثة لوليام هين، رئيس محكمة شانسري في أيرلندا وزوجته سوزانا لوفيت من ليسكومب هاوس، باكينجهامشير، وحفيدة القاضي ويليام هين. كلا الوالدين كانا موسيقيين هواة بارعين؛ كان جون ستانفورد عازف تشيلو ومغني باس مشهور تم اختياره لأداء دور البطولة في فيلم إيليا لميندلسون في العرض الأول الأيرلندي في عام 1847.  كانت ماري ستانفورد، «سيدة ذات سحر عظيم»، قادر على العزف على الأجزاء المنفردة في الحفلات الموسيقية في حفلات دبلن. 